# Daşoguz (tỉnh)
Daşoguz (tiếng Turkmen: Daşoguz welaýaty) là một tỉnh của Turkmenistan. Tỉnh này nằm ở phía bắc nước này và giáp ranh với các tỉnh Qaraqalpaqstan và Xorazm của Uzbekistan. Tỉnh có diện tích 73.430 km² và dân số ước tính năm 2005 là 1.370.400 người. Tỉnh lị là Daşoguz (Дашогуз).